# Église am Hof (Vienne)

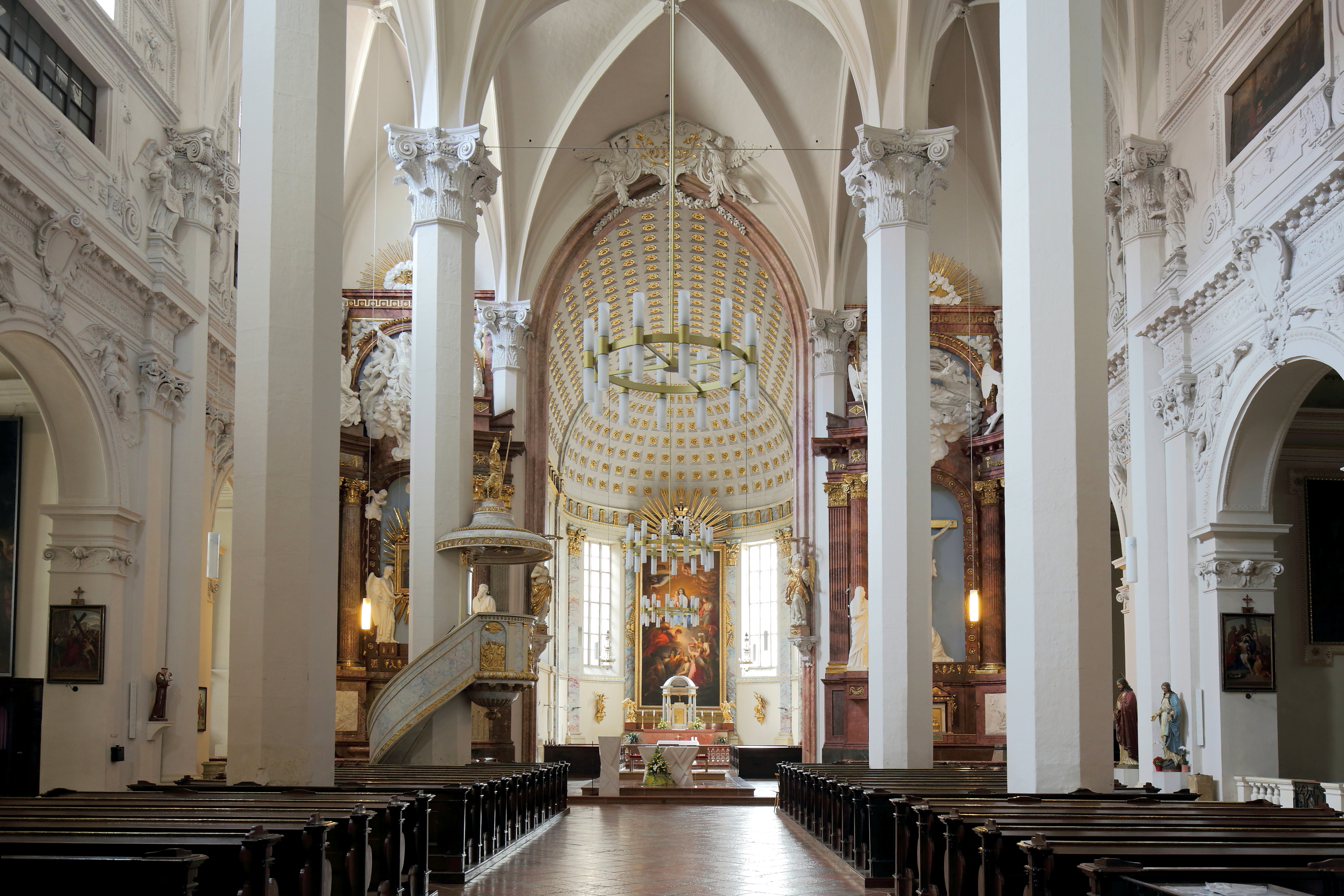
La nef et le sanctuaire de l'église.

L'Église am Hof (en allemand : Kirche am Hof, ou encore : Église des neuf chœurs d'anges) est un édifice religieux catholique sis sur la place Am Hof' au centre de Vienne (Autriche). Construite par les pères Carmes à la fin du XIVe siècle l'église fut confiée aux Jésuites au XVIIe siècle qui la modifièrent profondément lui donnant sa façade baroque actuelle (1662). Elle est située sur le côté oriental de la place qui lui a donné son nom, dans l'Innere Stadt de Vienne.

## Histoire
Dans les années 1386 à 1403, les pères carmes construisirent une église-halle gothique à trois nefs à la place de l'ancienne chapelle de la cour romane. Les maîtres bâtisseurs de l'église sont « Lucas Schwendtner de Magdebourg, Andreas le maître de chai et maître d'œuvre des frères blancs à la cour, Mathes le Helbling, le maître Simon le tailleur de pierre ».
Parce que l'église tombait en ruines à la suite de la Réforme protestante, le futur empereur Ferdinand Ier la remit aux Jésuites en 1554, qu'il avait appelés à Vienne trois ans plus tôt . Après un incendie en 1607, la nef gothique à trois nefs fut restaurée en style «baroque jésuite» et les bas-côtés furent prolongés chacun par quatre chapelles attenantes. En 1625, le hall d'entrée (narthex?) de l'église fut construit et en 1662 la veuve de l'empereur Ferdinand III, Eleonore von Gonzaga, fit construire une façade baroque avec une aile centrale en retrait et un balcon remarquable, le hall d'entrée étant pour ce faire avancé. Les plans de cette façade ouest monumentale de l'église, qui domine la place Am Hof, ont probablement été réalisés par Carlo Antonio Carlone. Le chœur (vu de la Steindlgasse) a gardé un caractère gothique.
En 1763, la galerie d'orgue fut construite  et un nouvel orgue fut installé. L'église, en tant qu'église conventuelle d'ordre mendiant, n'ayant habituellement pas de clocher, une petite tourelle pour cloche fut construite sur le clocheton du chœur en 1771.
Après la suppression de l'Ordre jésuite en 1773, l'église de la cour reçut la fonction d'église de garnison. En visite à Vienne en 1782, le pape Pie VI donna du balcon la bénédiction pascale traditionnelle Urbi et orbi. Lors de la réforme joséphiste - avec sa nouvelle division paroissiale de Vienne qui en résulta - l'église fut déclarée en 'église paroissiale' (1783) (et l'église noire espagnole fut désignée comme nouvelle église de garnison).

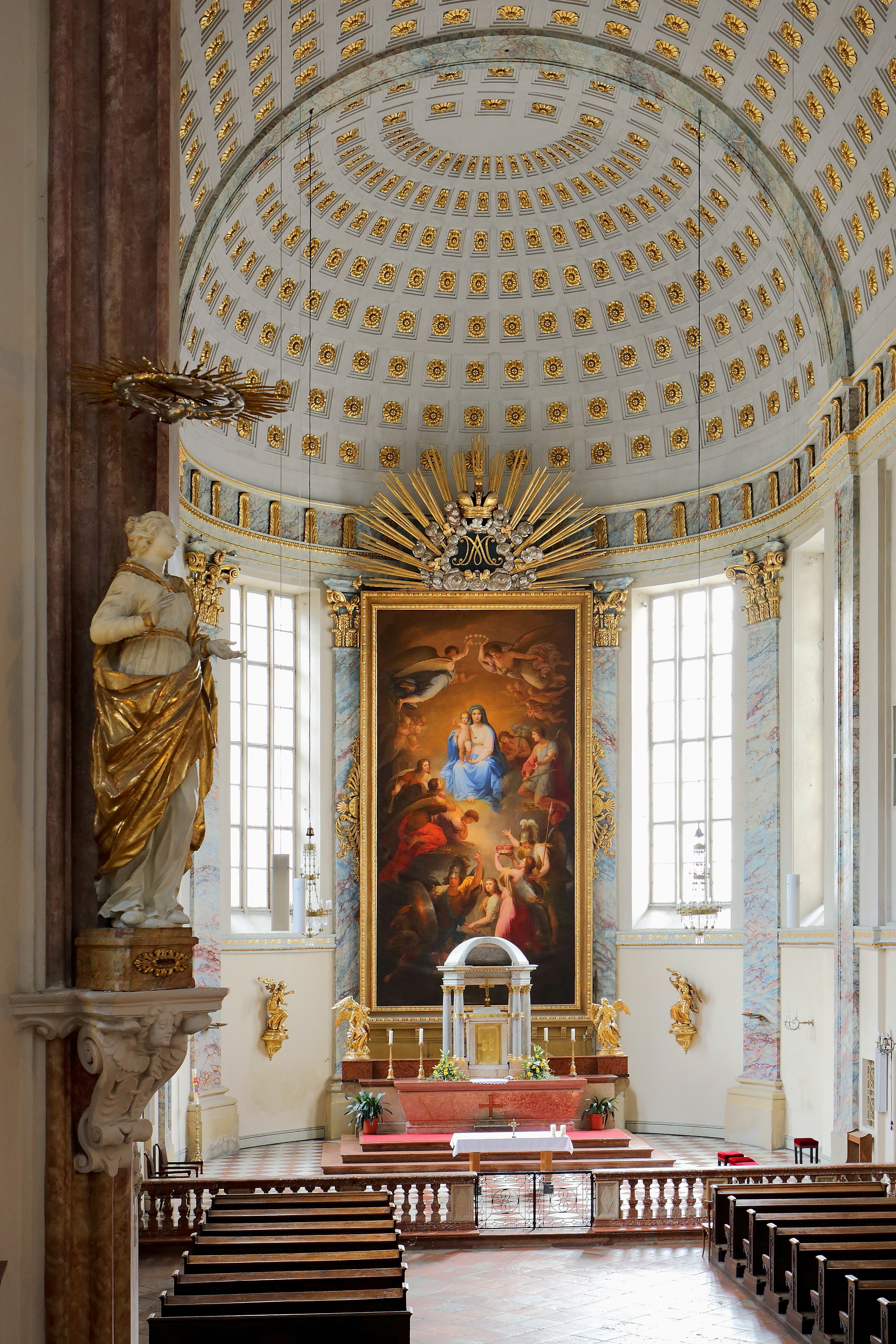
Le chœur classique, avec la toile 'Notre-Dame et les sept chœurs d'anges'.

En 1789, le chœur fut reconstruit dans le style néo-classique de l'époque par l'architecte Johann Nepomuk Amann, y compris l'installation d'une voûte semi-circulaire à caissons et d'un dôme en abside. La toile du maître-autel sur le thème "Marie, entourée des neuf chœurs d'anges" date de la même année et est une œuvre de Johann Georg Däringer basée sur un dessin d'Hubert Maurer.
Du splendide balcon de l'église, le 7 décembre 1804 fut proclamée solennellement la loi pragmatique, selon laquelle l'empereur François avait accepté le titre d'empereur héréditaire d'Autriche . L'hypothèse répandue selon laquelle était prévue sur le même balcon le 6 août 1806, la déclaration de l'empereur François II et pose de la couronne impériale ne peut être prouvée et est probablement basée sur une confusion .
De 1814 à 1852, immédiatement après le rétablissement de l'Ordre par Pie VII, les services pastoraux de l'église furent à nouveau confiés aux Jésuites. Ils ajoutèrent l'autel de la croix en 1816; une troisième cloche fut acquise par une fondation en 1849 et l'orgue fut restauré. En 1852, elle retourna à l'archidiocèse de Vienne. L'éclairage au gaz fut installé en 1867. Après la dissolution de la paroisse Am Hof en 1908, l'église devint une troisième fois jésuite'.
À l'occasion de la fête catholique de 1983 et des 300 ans de la bataille de Vienne, le pape Jean-Paul II effectua une visite pastorale en Autriche et visita à cette occasion l'église (12 septembre) et prononça du balcon un discours sur le thème du «travail». Lors de sa visite en septembre 2007 au cours du 850e anniversaire du lieu de pèlerinage Mariazell, le Pape Benoît XVI s'est également rendu dans l'église où il célébra un service religieux sur le balcon avec des milliers de croyants sur la place .
Aujourd'hui, l'église est le lieu de culte catholique à l'importante communauté croate de Vienne.

## Orgue

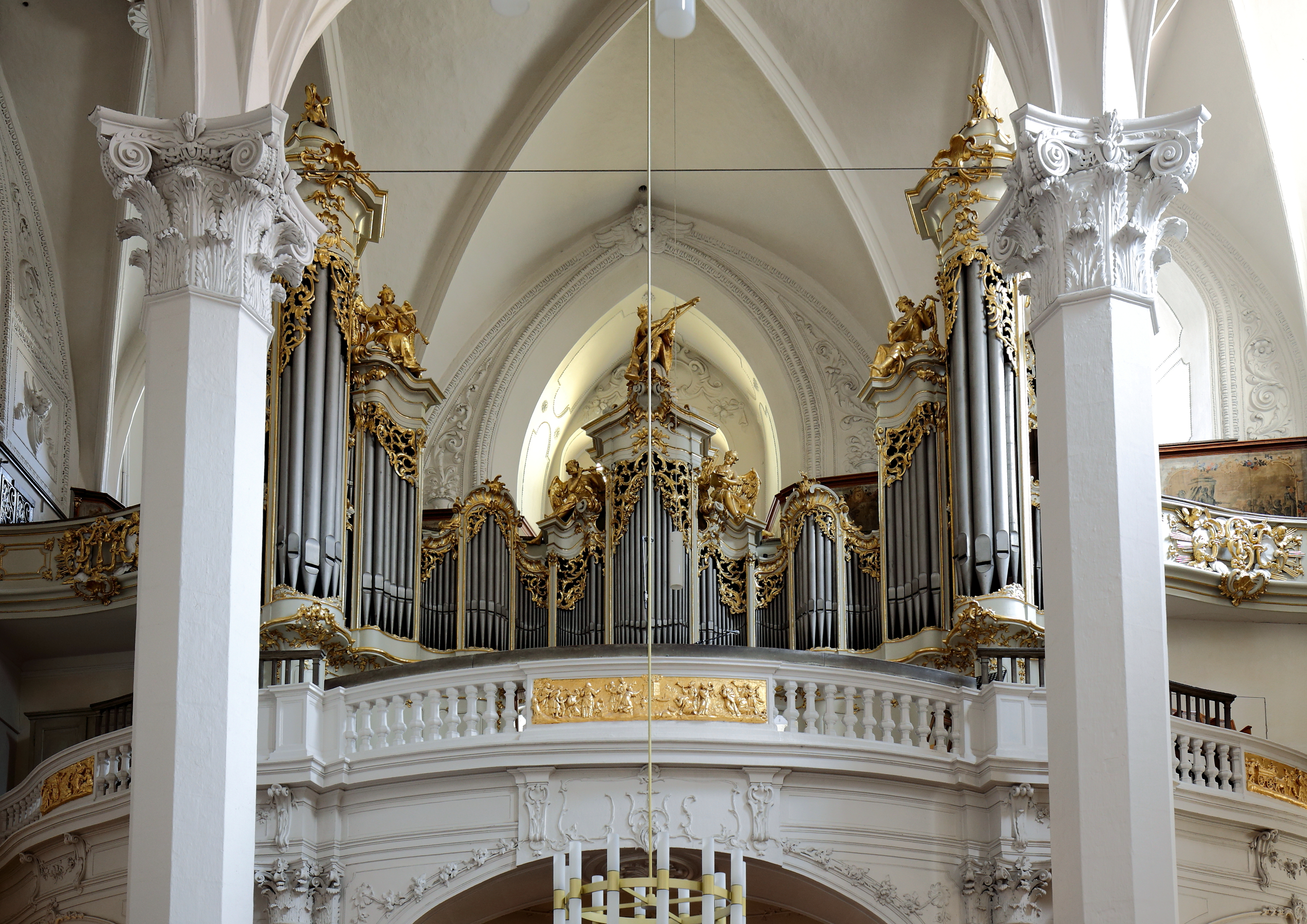
L'orgue, installé en 1763.

L'orgue fut installé en 1763. Bien que ce ne soit pas absolument certain l'instrument est attribué au facteur d'orgues Johann Friedrich Ferstl . Le buffet d'orgue est de style Rococo. Le registre et le mécanisme d'action sont mécaniques. En 1804, l'orgue fut réparé ou redessiné. Pendant la Première Guerre mondiale, les tuyaux en étain ont dû être livrés à des fins d'armement et ont ensuite été remplacés par un matériau de qualité inférieure (zinc).

## Crypte
Au-dessous du sanctuaire se trouve la «crypte du chœur», également connue sous le nom de «crypte jésuite», qui mesure environ 20 mètres de long et s'étend à peu près jusqu'à la chaire. Elle fut aménagée en 1662 à l'instigation de Katharina Ursula, comtesse d'Abensperg-Traun. Servant de nécropole pour les pères jésuites qui desservaient l'église environ 90 jésuites y furent probablement enterrés, dont Vitus Georg Tönnemann et le confesseur de Marie-Thérèse, le père Anton Khabes († 1771) . La date la plus récente trouvée est 1786, après quoi la crypte fut probablement fermée: elle fut rouverte qu'après plus de 150 ans dans les années 1930.
Une autre crypte, la crypte dite de Montecuccoli, est située dans le bas-côté nord sous la chapelle Liborius. Le général Raimund von Montecuccoli, le confesseur de l'empereur Ferdinand II, Wilhelm Lamormaini et le martyr jésuite Karl de Boranga († 1684) y sont enterrés. Ce dernier y fut transféré, depuis la crypte du chœur .

## Autel d'Albrecht

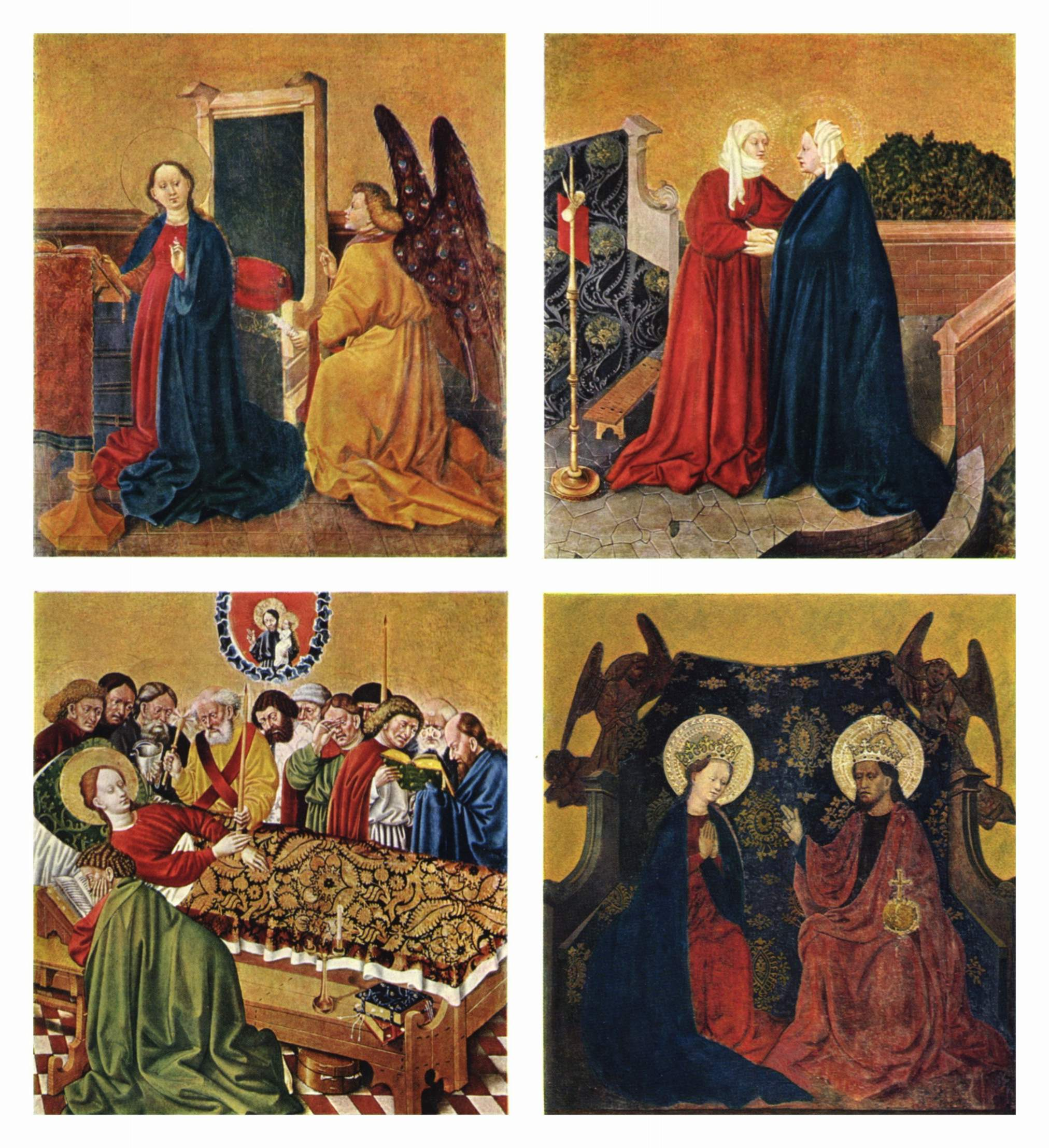
4 panneaux sur la vie de Marie à l'intérieur de l'aile tournante droite.

L'église de la cour porte le patronage « Aux neuf chœurs d'anges ». Ces groupes d'anges sont également représentés dans l'ancien autel d'Albrecht de l'église. Cet autel ailé à 24 panneaux fut offert par le citoyen viennois Oswald Oberndorffer sous le gouvernement du roi Albrecht II et créé de 1437 à 1439 par un artiste inconnu portant le nom de Maître de l'autel d'Albrecht à Klosterneuburg pour l'église des Carmélites à la cour .
Après la suppression de l'Ordre des jésuites, le retable fut découpé en panneaux individuels et donné à l'abbaye de Klosterneuburg. Là, les panneaux, présentés dans le musée, furent restaurés de 1962 à 1981 et finalement remontés. L'autel est l'une des œuvres les plus importantes du réalisme gothique en Autriche. Aujourd'hui, il est placé dans la Sebastianikapelle dans la collégiale de Klosterneuburg .

## Liens web
- Kirche am Hof
- Ralf Alfred Heinrich Thonemann: crypte jésuite de l'église de la cour de Vienne
- Kirche am Hof (Wien) als interactive à 360 ° × 180 °